# (670) Ottegebe
(670) Ottegebe ist ein Asteroid des Hauptgürtels, der am 20. August 1908 vom deutschen Astronomen August Kopff in Heidelberg entdeckt wurde. 
Benannt wurde der Asteroid nach der Figur Ottegebe aus dem Schauspiel Der arme Heinrich von Gerhart Hauptmann.